# Otdeleniya N 4 sovjoza Páshkovski
Otdeleniya N 4 sovjoza Páshkovski (del ruso: Oтделения N 4 совхоза Пашковский) es un posiólok del ókrug urbano de Krasnodar del krai de Krasnodar, en el sur de Rusia. Está situado en las tierras bajas de Kubán-Azov, frente a la orilla norte del embalse de Krasnodar del río Kubán, 8 km al este del centro de Krasnodar. Tenía 410 habitantes en 2010
Pertenece al municipio Páshkovski del distrito Karasunski del ókrug.